# Острів Лисова
О́стрів Лисо́ва (рос. Остров Лысова, якут. Лысов арыыта) — невеликий острів у Східно-Сибірському морі, є частиною Ведмежих островів. Територіально відноситься до Республіки Саха, Росія.
Висота острова сягає 35 м. Протокою Східною відокремлюється від острова Чотирьохстовпового.
Має видовжену із півночі на південь овальну форму. Береги в на півночі скелясті та високі, на півдні — низинні. На півночі утворилось болото з дрібними озерцями.
| Росія | Це незавершена стаття з географії Росії. Ви можете допомогти проєкту, виправивши або дописавши її. |